# Spark (Marit Larsen)
Spark è il terzo album in studio della cantante norvegese Marit Larsen, pubblicato nel 2011.

## Tracce
1. Keeper of the Keys – 4:01 (Marit Larsen)
2. Don't Move – 3:45 (Larsen, Peter Zizzo)
3. What If – 4:57 (Larsen)
4. I Can't Love You Anymore – 4:21 (Larsen, Teitur Lassen)
5. Coming Home – 3:59 (Larsen)
6. Me and the Highway – 5:01 (Larsen)
7. Last Night – 4:20 (Larsen)
8. Have You Ever – 4:04 (Larsen, Zizzo)
9. Fine Line – 4:25 (Larsen)
10. That Day – 4:45 (Larsen)